# ما هي المرأة؟
ما هي المرأة؟ (بالإنجليزية: ?What is a Woman)‏ هو فيلم وثائقي أمريكي يدور حول قضايا الجندر والتحول الجنسي، من تقديم المعلق السياسي مات والش وإخراج جاستن فولك وإنتاج وإصدار «ذا دايلي واير».

## ملخص
في الفيلم الوثائقي يقوم والش بطرح السؤال «ما هي المرأة؟» والأسئلة ذات الصلة بمجموعة متنوعة من الأشخاص، بما في ذلك طبيب الأطفال، ومعالج الأسرة والزواج الذي يؤكد الجنس، ومعارض المتحولين جنسيًا للتحولات الطبية للقصر، وجراح متخصص في جراحات تأكيد الجنس، وطبيب النفس جوردان بيترسون. ناقش والش أيضًا مصطلحات «غير ثنائي» و «متحول جنسيًا» مع قبيلة الماساي في كينيا وأجرى مقابلة مع رجل مثلي الجنس كان عاريًا في الأماكن العامة في سان فرانسيسكو. يناقش الفيلم الوثائقي جراحة تغيير الجنس والرياضيين المتحولين جنسياً في الرياضات النسائية.